# Scherma ai Giochi della XVI Olimpiade - Sciabola individuale maschile
La competizione della sciabola individuale maschile  di scherma ai Giochi della XVI Olimpiade si tenne il giorno 5 dicembre 1956 al Royal Exhibition Building di Melbourne.

## Risultati

### 1º Turno
Quattro gruppi eliminatori i primi quattro classificati accedevano al secondo turno assieme ai tre schermidori delle squadre classificate ai primi quattro posti del torneo a squadre.
| Nazione             | Atleta           |
| ------------------- | ---------------- |
| Rudolf Kárpáti      | Ungheria         |
| Aladár Gerevich     | Ungheria         |
| Pál Kovács          | Ungheria         |
| Jerzy Pawłowski     | Polonia          |
| Wojciech Zabłocki   | Polonia          |
| Marian Kuszewski    | Polonia          |
| Lev Kuznecov        | Unione Sovietica |
| Jevhen Čerepovs'kyj | Unione Sovietica |
| Jakov Ryl'skij      | Unione Sovietica |
| Jacques Lefèvre     | Francia          |
| Jacques Roulot      | Francia          |
| Claude Gamot        | Francia          |

| Pos. | Atleta           | Nazione     | Vittorie | Stoccate a favore | Stoccate contro | Barrage  |
| ---- | ---------------- | ----------- | -------- | ----------------- | --------------- | -------- |
| 1    | Luigi Narduzzi   | Italia      | 5        | 25                | 8               |          |
| 2    | Teodoro Goliardi | Uruguay     | 3        | 19                | 10              |          |
| 3    | George Worth     | Stati Uniti | 3        | 16                | 10              |          |
| 4    | Benito Ramos     | Messico     | 1        | 9                 | 23              | 2 (10-2) |
| 5    | Masayuki Sano    | Giappone    | 1        | 10                | 22              | 1 (6-7)  |
| 6    | Sandor Szoke     | Australia   | 1        | 18                | 24              | 0 (3-10) |

| Pos. | Atleta           | Nazione       | Vittorie | Stoccate a favore | Stoccate contro |
| ---- | ---------------- | ------------- | -------- | ----------------- | --------------- |
| 1    | Roberto Ferrari  | Italia        | 3        | 18                | 10              |
| 2    | Olgierd Porebski | Gran Bretagna | 3        | 15                | 6               |
| 3    | Allan Kwartler   | Stati Uniti   | 2        | 12                | 13              |
| 4    | Graham McKenzie  | Australia     | 1        | 12                | 17              |
| 5    | Alfredo Yanguas  | Colombia      | 0        | 8                 | 20              |

| Pos. | Atleta                | Nazione       | Vittorie | Stoccate a favore | Stoccate contro | Barrage |
| ---- | --------------------- | ------------- | -------- | ----------------- | --------------- | ------- |
| 1    | Gastone Darè          | Italia        | 5        | 25                | 8               |         |
| 2    | Bill Hoskyns          | Gran Bretagna | 3        | 18                | 17              |         |
| 3    | Leslie Fadgyas        | Australia     | 3        | 18                | 21              |         |
| 4    | Marcel Van Der Auwera | Belgio        | 2        | 20                | 18              | 1 (5-3) |
| 5    | Roland Asselin        | Canada        | 2        | 16                | 18              | 0 (3-5) |
| 6    | José del Carmen       | Colombia      | 0        | 10                | 25              |         |

| Pos. | Atleta           | Nazione       | Vittorie | Stoccate a favore | Stoccate contro | Barrage |
| ---- | ---------------- | ------------- | -------- | ----------------- | --------------- | ------- |
| 1    | Tibor Nyilas     | Stati Uniti   | 5        | 25                | 13              |         |
| 2    | Günter Stratmann | Germania      | 3        | 22                | 17              |         |
| 3    | Emilio Echeverry | Colombia      | 3        | 21                | 21              |         |
| 4    | Ralph Cooperman  | Gran Bretagna | 2        | 21                | 19              | 1 (5-1) |
| 5    | Roger Theisen    | Lussemburgo   | 2        | 19                | 20              | 0 (1-5) |
| 6    | Siha Sukarno     | Indonesia     | 0        | 7                 | 25              |         |

### 2º Turno
Quattro gruppi eliminatori i primi quattro classificati accedevano alle semifinali.
| Pos. | Atleta           | Nazione          | Vittorie | Stoccate a favore | Stoccate contro |
| ---- | ---------------- | ---------------- | -------- | ----------------- | --------------- |
| 1    | Roberto Ferrari  | Italia           | 5        | 25                | 14              |
| 2    | Pál Kovács       | Ungheria         | 4        | 23                | 10              |
| 3    | Jacques Lefèvre  | Francia          | 3        | 19                | 13              |
| 4    | Allan Kwartler   | Stati Uniti      | 3        | 18                | 17              |
| 5    | Jakov Ryl'skij   | Unione Sovietica | 2        | 18                | 26              |
| 6    | Teodoro Goliardi | Uruguay          | 1        | 14                | 23              |
| 7    | Benito Ramos     | Messico          | 0        | 12                | 25              |

| Pos. | Atleta                | Nazione          | Vittorie | Stoccate a favore | Stoccate contro | Barrage |
| ---- | --------------------- | ---------------- | -------- | ----------------- | --------------- | ------- |
| 1    | Aladár Gerevich       | Ungheria         | 5        | 29                | 17              |         |
| 2    | Luigi Narduzzi        | Italia           | 4        | 28                | 21              |         |
| 3    | Jevhen Čerepovs'kyj   | Unione Sovietica | 3        | 25                | 20              | 1 (6-5) |
| 4    | Marcel Van Der Auwera | Belgio           | 3        | 23                | 22              | 1 (7-6) |
| 5    | Olgierd Porebski      | Gran Bretagna    | 3        | 20                | 23              | 1 (5-7) |
| 6    | Marian Kuszewski      | Polonia          | 2        | 19                | 24              |         |
| 7    | Emilio Echeverry      | Colombia         | 1        | 10                | 29              |         |

| Pos. | Atleta            | Nazione       | Vittorie | Stoccate a favore | Stoccate contro |
| ---- | ----------------- | ------------- | -------- | ----------------- | --------------- |
| 1    | Rudolf Kárpáti    | Ungheria      | 5        | 25                | 8               |
| 2    | Jacques Roulot    | Francia       | 4        | 24                | 14              |
| 3    | Wojciech Zabłocki | Polonia       | 4        | 25                | 21              |
| 4    | Günter Stratmann  | Germania      | 3        | 24                | 20              |
| 5    | Tibor Nyilas      | Stati Uniti   | 2        | 19                | 25              |
| 6    | Bill Hoskyns      | Gran Bretagna | 2        | 19                | 25              |
| 7    | Graham McKenzie   | Australia     | 0        | 7                 | 30              |

| Pos. | Atleta          | Nazione          | Vittorie | Stoccate a favore | Stoccate contro | Barrage |
| ---- | --------------- | ---------------- | -------- | ----------------- | --------------- | ------- |
| 1    | Jerzy Pawłowski | Polonia          | 5        | 25                | 9               |         |
| 2    | Gastone Darè    | Italia           | 4        | 23                | 16              |         |
| 3    | George Worth    | Stati Uniti      | 3        | 21                | 21              | 1 (9-6) |
| 4    | Lev Kuznecov    | Unione Sovietica | 3        | 23                | 22              | 1 (5-4) |
| 5    | Ralph Cooperman | Gran Bretagna    | 3        | 26                | 24              | 0 (1-5) |
| 6    | Claude Gamot    | Francia          | 2        | 21                | 23              |         |
| 7    | Leslie Fadgyas  | Australia        | 0        | 6                 | 30              |         |

### Semifinali
Due gruppi eliminatori i primi quattro classificati accedevano al girone finale.
| Pos. | Atleta              | Nazione          | Vittorie | Stoccate a favore | Stoccate contro |
| ---- | ------------------- | ---------------- | -------- | ----------------- | --------------- |
| 1    | Rudolf Kárpáti      | Ungheria         | 7        | 35                | 22              |
| 2    | Jerzy Pawłowski     | Polonia          | 5        | 32                | 25              |
| 3    | Jacques Lefèvre     | Francia          | 4        | 28                | 24              |
| 4    | Luigi Narduzzi      | Italia           | 4        | 31                | 27              |
| 5    | Jevhen Čerepovs'kyj | Unione Sovietica | 3        | 27                | 30              |
| 6    | Günter Stratmann    | Germania         | 3        | 26                | 31              |
| 7    | Allan Kwartler      | Stati Uniti      | 2        | 24                | 31              |
| 8    | Gastone Darè        | Italia           | 0        | 22                | 35              |

| Pos. | Atleta                | Nazione          | Vittorie | Stoccate a favore | Stoccate contro |
| ---- | --------------------- | ---------------- | -------- | ----------------- | --------------- |
| 1    | Pál Kovács            | Ungheria         | 6        | 30                | 13              |
| 2    | Aladár Gerevich       | Ungheria         | 5        | 30                | 25              |
| 3    | Lev Kuznecov          | Unione Sovietica | 4        | 30                | 23              |
| 4    | Wojciech Zabłocki     | Polonia          | 4        | 28                | 27              |
| 5    | Roberto Ferrari       | Italia           | 3        | 28                | 29              |
| 6    | Jacques Roulot        | Francia          | 2        | 19                | 30              |
| 7    | George Worth          | Stati Uniti      | 2        | 22                | 32              |
| 8    | Marcel Van Der Auwera | Belgio           | 1        | 19                | 32              |

### Girone Finale
| Pos.    | Atleta            | Nazione          | Vittorie | Stoccate a favore | Stoccate contro | Barrage |
| ------- | ----------------- | ---------------- | -------- | ----------------- | --------------- | ------- |
| Oro     | Rudolf Kárpáti    | Ungheria         | 6        | 32                | 19              |         |
| Argento | Jerzy Pawłowski   | Polonia          | 5        | 30                | 22              |         |
| Bronzo  | Lev Kuznecov      | Unione Sovietica | 4        | 29                | 24              | 1 (5-2) |
| 4       | Jacques Lefèvre   | Francia          | 4        | 27                | 25              | 0 (2-5) |
| 5       | Aladár Gerevich   | Ungheria         | 3        | 40                | 31              |         |
| 6       | Wojciech Zabłocki | Polonia          | 2        | 17                | 29              |         |
| 7       | Pál Kovács        | Ungheria         | 2        | 25                | 30              |         |
| 8       | Luigi Narduzzi    | Italia           | 2        | 21                | 31              |         |